# Yu-Gi-Oh!
Yu-Gi-Oh! (яп. 遊☆戯☆王, Yū-Gi-Ō!) — японська манґа манґаки Такахасі Кадзукі, яка видавалася компанією Shueisha у журналі Weekly Shōnen Jump у 1996—2004 роках. Загалом було продано 40 млн копій манґи.
На основі сюжету манґи вийшли два сезони аніме-адаптації: у 1998 році від студії Toei Animation та у 2000—2004 роках від студії Gallop.
Крім основної манґи та її аніме-адаптації, франшиза Yu-Gi-Oh! включає в себе також чимало інших пов'язаних продуктів, зокрема: однойменний роман 1999 року Тіби Кацухіко, 4 анімаційні фільми, карткову гру, декілька спін-офів та відеоігор.

## Сюжет
Учень старшої школи Муто Юґі має пристрасть до ігор. Одного дня він отримує від свого діда стародавню реліквію під назвою Головоломка тисячоліття (Sennen (Thousand-Year) Puzzle). Зібравши дану головоломку, Юґі стає одержимим духом давнього фараона. Проте фараон не має спогадів про те, ким він є та як він потрапив у головоломку. Юґі погоджується допомогти повернути фараону його пам'ять та знайти спосіб перейти тому до потойбічного життя, залишивши тіло Юґі зрештою. Протягом розвитку подій сюжету це темне alter ego головного героя захищає його друзів та допомагає у смертельних поєдинках із супротивникам Юґі.

## Персонажі
Муто Юґі (яп. 武藤 遊戯, Mutō Yūgi)
Сейю: Оґата Меґумі, Кадзама Сюнсуке
Дзьоноуті Кацуя (яп. 城之内 克也, Jōnouchi Katsuya)
Сейю: Морікава Тосіюкі (1998—1999), Такахасі Хірокі (2000–наш час)
Мадзакі Андзу (яп. 真崎 杏子, Mazaki Anzu)
Сейю: Какадзу Юмі (1998—1999), Сайто Макі (2000–наш час)
Хонда Хірото (яп. 本田 ヒロト, Honda Hiroto)
Сейю: Окіаю Рьотаро (1998—1999), Кондо Такаюкі (2000—2001), Кікуті Хідехіро (2001–наш час)
Бакура Рьо (яп. 獏良 了, Bakura Ryō)
Сейю: Касівакура Цутому (1998), Іноуе Йо (2000—2001), Мацумото Ріка (2001–наш час)
Кайба Сето (яп. 海馬 瀬人, Kaiba Seto)
Сейю: Мідорікава Хікару (1998—1999), Цуда Кендзіро (2000–наш час, як підліток), Ядзакі Кійомі (2000—2004, як дитина)
Кайба Мокуба (яп. 海馬 モクバ, Kaiba Mokuba)
Сейю: Міва Кацуе (1998), Нода Дзюнко (у грі), Такеуті Дзюнко (2000–наш час)
Носака Міхо (яп. 野坂 ミホ, Nosaka Miho)
Сейю: Юкана

## Медіа

### Манґа
Автор оригінального сценарію манґи та ілюстратор — манґака Такахасі Кадзукі. Манґа видавалася в Японії компанією Shueisha у журналі Weekly Shōnen Jump у 1996—2004 роках. У Північній Америці виходила у журналі Shonen Jump від 3 грудня 2002 до 4 грудня 2007 року. Крім виходу японською та англійською мовами, деякі томи манґи були перекладені та виходили французькою, іспанською, італійською, німецькою, данською, шведською, нідерландською, португальською (у Португалії та Бразилії) та фінською мовами, а також видавалися у КНР та у Республіці Китай.

#### Список томів
Список томів манґи згідно із сайтами Anime News Network, Shueisha та Amazon.com:
| №  | Назва | Японською        | Японською          | Англійською      | Англійською         |
| №  | Назва | Дата виходу      | ISBN               | Дата виходу      | ISBN                |
| -- | --- | ---------------- | ------------------ | ---------------- | ------------------- |
| 1  | The Puzzle of the Gods / The Millenium Puzzle Kami no Pazuru (神のパズル)                                  | 4 березня 1997   | ISBN 4-08-872311-2 | 4 червня 2003    | ISBN 978-1569319031 |
| 2  | The Cards with Teeth Kiba wo Motsu Kādo (牙を持つカード)                                                   | 1 травня 1997    | ISBN 4-08-872312-0 | 18 серпня 2003   | ISBN 978-1591160816 |
| 3  | Capsule Monster Chess! / Capsule Monster Chess Kapuseru Monsutā Chesu! (カプセル・モンスター・チェス！)    | 4 липня 1997     | ISBN 4-08-872313-9 | 17 грудня 2003   | ISBN 978-1591161790 |
| 4  | Project Start!! / Kaiba's Revenge Keikaku Shidō!! (計画始動！！)                                           | 4 вересня 1997   | ISBN 4-08-872314-7 | 17 березня 2004  | ISBN 978-1591161851 |
| 5  | The Terror of Blue Eyes!! / The Heart of the Cards Seigan no Kyōfu!! (青眼の恐怖！！)                      | 4 листопада 1997 | ISBN 4-08-872315-5 | 16 червня 2004   | ISBN 978-1591163244 |
| 6  | Monster Fight!! / Monster Fight! Monsutā Faito!! (モンスターファイト！！)                                  | 9 січня 1998     | ISBN 4-08-872505-0 | 7 вересня 2004   | ISBN 1-59116-471-0  |
| 7  | Millenium Enemy / Monster World Sennen no Teki (千年の敵)                                                  | 4 березня 1998   | ISBN 4-08-872530-1 | 7 грудня 2004    | ISBN 1-59116-613-6  |
| 8  | Duel Start!! / Duelist Kingdom Kettō Kaishi!! (決闘開始！！)                                               | 1 травня 1998    | ISBN 4-08-872567-0 | 1 лютого 2005    | ISBN 1-59116-614-4  |
| 9  | The Legendary Dragon!! / The Puppet Master Densetsu no Ryū!! (伝説の竜！！)                                | 4 серпня 1998    | ISBN 4-08-872591-3 | 1 березня 2005   | ISBN 1-59116-716-7  |
| 10 | A Storm Strikes in the Kingdom!! / The Player Killer of Darkness Ōkoku ni Arashi Fuku!! (王国に嵐吹く！！) | 2 жовтня 1998    | ISBN 4-08-872616-2 | 5 квітня 2005    | ISBN 1-59116-771-X  |
| 11 | Duel Without End / Dungeon of Doom Owaranai Kettō (終わらない決闘)                                         | 8 січня 1999     | ISBN 4-08-872661-8 | 3 травня 2005    | ISBN 1-59116-759-0  |
| 12 | A Harsh Duel / Blue-Eyes Ultimate Dragon Kakokuna Kettō (苛酷な決闘)                                       | 4 березня 1999   | ISBN 4-08-872687-1 | 31 травня 2005   | ISBN 1-59116-811-2  |
| 13 | Fear of the Champion!! / The Terror of Toon World Ōja no Kyōfu!! (王者の恐怖！！)                          | 5 квітня 1999    | ISBN 4-08-872715-0 | 5 липня 2005     | ISBN 1-59116-856-2  |
| 14 | Betting to Win!! / Heavy Metal Raiders Shōri e no Kake!! (勝利への賭け！！)                                | 2 липня 1999     | ISBN 4-08-872733-9 | 2 серпня 2005    | ISBN 1-59116-877-5  |
| 15 | Mind Battle!! / Yugi vs. Pegasus Kokoro no Tatakai!! (心の闘い！！)                                        | 4 жовтня 1999    | ISBN 4-08-872772-X | 6 вересня 2005   | ISBN 1-59116-998-4  |
| 16 | D.D.D.!! / Dungeon Dice Monsters Dī. Dī. Dī.!! (D・D・D！！)                                               | 22 грудня 1999   | ISBN 4-08-872807-6 | 10 жовтня 2005   | ISBN 1-4215-0052-3  |
| 17 | The Lost Cards / The Egyptian God Cards Ushinawareshi Kādo (失われしカード)                                | 3 березня 2000   | ISBN 4-08-872835-1 | 8 листопада 2005 | ISBN 1-4215-0078-7  |
| 18 | Millenium Battle!! / The Shadow Of Marik Sennen no Tatakai!! (千年の闘い！！)                              | 28 квітня 2000   | ISBN 4-08-872860-2 | 6 грудня 2005    | ISBN 1-4215-0150-3  |
| 19 | Magic Battle!! / Magician vs. Magician Majutsu Sen!! (魔術戦！！)                                          | 4 липня 2000     | ISBN 4-08-872884-X | 6 січня 2006     | ISBN 1-4215-0207-0  |
| 20 | The Approaching God!! / Slifer The Sky Dragon Shirikuru Kami!! (迫りくる神！！)                            | 4 вересня 2000   | ISBN 4-08-873008-9 | 7 лютого 2006    | ISBN 1-4215-0277-1  |
| 21 | True Teamwork!! / Double Duel Hontō no Kessoku!! (本当の結束！！)                                          | 2 листопада 2000 | ISBN 4-08-873035-6 | 4 квітня 2006    | ISBN 1-4215-0339-5  |
| 22 | The Other One's Determination / Yugi vs. Jonouchi Mō Ichi-ri no Ketsui (もう１人の決意)                    | 22 грудня 2000   | ISBN 4-08-873060-7 | 6 червня 2006    | ISBN 1-4215-0408-1  |
| 23 | Burning Friendship!! / The Battle City Finals Yūjō ni Mukete Ute!! (友情に向けて撃て！！)                  | 4 квітня 2001    | ISBN 4-08-873099-2 | 1 серпня 2006    | ISBN 1-4215-0690-4  |
| 24 | 1-Turn Deathmatch!! / One-Turn Kill Ichi Tān no shitō!! (１ターンの死闘！！)                               | 4 червня 2001    | ISBN 4-08-873123-9 | 3 жовтня 2006    | ISBN 1-4215-0691-2  |
| 25 | The Unbreakable Duelist / The Power of Ra Orenai Dyuerisuto (折れない決闘者)                               | 4 вересня 2001   | ISBN 4-08-873157-3 | 5 грудня 2006    | ISBN 1-4215-0692-0  |
| 26 | The One Chosen by "God" / Duel with the Future "Kami" ga Erabi Shisha (「神」が選びし者)                   | 2 листопада 2001 | ISBN 4-08-873182-4 | 6 лютого 2007    | ISBN 1-4215-1112-6  |
| 27 | Battle of the Sun!! / Evil Vs. Evil Kessen no Hihanoboru!! (決戦の陽は昇る！！)                            | 4 березня 2002   | ISBN 4-08-873231-6 | 3 квітня 2007    | ISBN 1-4215-1113-4  |
| 28 | A Light to the Future!! / Duel the Lightning! Mirai e no Hikari!! (未来への光！！)                         | 1 травня 2002    | ISBN 4-08-873257-X | 5 червня 2007    | ISBN 1-4215-1114-2  |
| 29 | Osiris VS Obelisk!! / Slifer vs. Obelisk! Oshirisu VS Oberisuku!! (神VS神！！)                             | 2 серпня 2002    | ISBN 4-08-873297-9 | 7 серпня 2007    | ISBN 1-4215-1115-0  |
| 30 | The Immortal Ra!! / Ra the Immortal Fushinaru Rā!! (不死なる神！！)                                        | 4 жовтня 2002    | ISBN 4-08-873330-4 | 2 жовтня 2007    | ISBN 1-4215-1116-9  |
| 31 | Everyone Depart!! / Yugi vs. Marik Sorezore no Tabidachi!! (それぞれの旅立ち！！)                          | 4 грудня 2002    | ISBN 4-08-873347-9 | 4 грудня 2007    | ISBN 1-4215-1117-7  |
| 32 | Millenium Treasure!! / The World Of Memory Sennen no Hihō!! (千年の秘宝！！)                               | 4 березня 2003   | ISBN 4-08-873390-8 | 2 серпня 2005    | ISBN 1-59116-878-3  |
| 33 | Ancient Duel!! / Magician's Genesis Inishie no Kettō!! (古の決闘！！)                                      | 1 травня 2003    | ISBN 4-08-873419-X | 6 грудня 2005    | ISBN 1-4215-0151-1  |
| 34 | Ruler of Darkness!! / The Return of Bakura Yami no Shihaisha!! (闇の支配者！！)                            | 4 серпня 2003    | ISBN 4-08-873492-0 | 4 квітня 2006    | ISBN 1-4215-0409-X  |
| 35 | Village of the Dead!! / Birth of the Dragon Shiryō no Mura!! (死霊の村！！)                                | 4 листопада 2003 | ISBN 4-08-873522-6 | 1 серпня 2006    | ISBN 1-4215-0693-9  |
| 36 | The Evil God Descends!! / Tomb of Shadows Dai Jashin Kōrin!! (大邪神降臨！！)                              | 4 лютого 2004    | ISBN 4-08-873560-9 | 2 січня 2007     | ISBN 1-4215-0694-7  |
| 37 | The Name of the King!! / The Name of the Pharaoh Ō no Na no Moto ni!! (王の名のもとに！！)                 | 30 квітня 2004   | ISBN 4-08-873592-7 | 2 жовтня 2007    | ISBN 1-4215-1328-5  |
| 38 | King of Games / Through The Last Door Yūgi-Ō (遊戯 王)                                                     | 4 червня 2004    | ISBN 4-08-873626-5 | 5 лютого 2008    | ISBN 1-4215-1515-6  |

## Аніме
Два сезони аніме-адаптації виходили у 1998 році та у 2000—2004 роках.

### Перший сезон
27-серійний перший сезон аніме-серіалу від студії Toei Animation транслювався у мережі TV Asahi від 4 квітня до 10 жовтня 1998 року. Режисер — Какудоу Хіроюкі. Над сценарієм працювали: Тіба Кацухіко (4 епізоди: 10, 14, 17, 21) Канемакі Кеніті (2 епізоди: 4, 8) Іноуе Тосікі (13 епізодів: 1-2, 5-6, 9, 12, 15, 18, 20, 23-24, 26-27) Кобаясі Ясуко (8 епізодів: 3, 7, 11, 13, 16, 19, 22, 25). Музика — BMF та Міцумуне Сінкіті (епізод 2). Опенінг — пісня Kawaita Sakebi (яп. 渇いた叫び) японської рок-групи Field of View, ендінг — пісня Ashita Moshi Kimi ga Kowaretemo (яп. 明日もし君が壊れても) японської рок-групи WANDS.

#### Список епізодів першого сезону
| Список епізодів | Список епізодів | Список епізодів |
| №               | Назва епізоду | Дата виходу     |
| --------------- | --- | --------------- |
| 1               | Furious Battle - A Shadow Game «Gekiretsu Batoru - Yami no Gēmu» (激烈バトル 闇のゲーム)                                     | 4 квітня 1998   |
| 2               | The Devil Gamer - The Trap of Hell «Akuma Gēmā - Jigoku no Wana» (悪魔ゲーマー 地獄の罠)                                     | 11 квітня 1998  |
| 3               | Clash! The Strongest Monster «Gekitotsu! Saikyō no Monsutā» (激突！最強のモンスター)                                         | 18 квітня 1998  |
| 4               | Theft! The Legendary Super Rare Watch «Gōdatsu! Chō Maboroshi no Geki Rea Tokei» (強奪！超幻の激レア時計)                    | 25 квітня 1998  |
| 5               | Now Revealed!! Yugi's Secret «Ima Abakareru!! Yūgi no Himitsu» (今暴かれる！！遊戯の秘密)                                    | 2 травня 1998   |
| 6               | Desperate Situation!! The Passionate Battle of Friendship. «Zettai Zetsumei!! Atsuki Yūjō Kessen» (絶体絶命！！熱き友情決戦) | 9 травня 1998   |
| 7               | The Underhanded Digital Pet Rebellion «Urawaza Dejitaru Petto Sōdō» (裏技デジタルペット騒動)                                 | 16 травня 1998  |
| 8               | The Four Game Masters Finally Move Out «Gēmu Shitennō Tsuini Ugoku» (ゲーム四天王ついに動く)                                 | 23 травня 1998  |
| 9               | Explosion - The Ultimate Secret Yo-Yo Technique «Sakuretsu - Yō-Yō Kyūkyoku no Higi» (炸裂 ヨーヨー究極の秘技)               | 30 травня 1998  |
| 10              | The Pressing Beautiful Teacher - The Secret Mask «Semaru Bijin Kyōshi - Himitsu no Kari» (迫る美人教師 秘密の仮)             | 6 червня 1998   |
| 11              | The Rumored Capmon - It's a New Arrival «Uwasa no Kapumon - Shin Tōjō da ze» (噂のカプモン 新登場だぜ)                       | 13 червня 1998  |
| 12              | The Extremely Lucky Enemy - The Invincible Legend «Kyōun wo Yobu Teki - Fuhai no Shinwa» (強運を呼ぶ敵 不敗の神話)           | 20 червня 1998  |
| 13              | Target the Schoolgirls - The Fangs of Great Prophecies «Onna Seito wo Nerau - Dai Yogen no Kiba» (女生徒を狙う 大予言の牙)   | 27 червня 1998  |
| 14              | A Bomb Game Makes for the Worst Date «Bakuha Gēmu de Saiaku Dēto» (爆破ゲームで最悪デート)                                   | 4 липня 1998    |
| 15              | Scary Woman!! Unable to Transform «Kowai Onna!! Henshin Dekinai» (怖〜い女！！変身できない)                                  | 11 липня 1998   |
| 16              | Turnabout by a Hair's Breadth - The White-Robed Crisis «Ippatsu Gyakuten - Hakui no Kiki» (イッパツ逆転 白衣の危機)          | 18 липня 1998   |
| 17              | A Last Minute Match - The Model that Invites «Girigiri Shōbu - Izanau Moderu» (ギリギリ勝負 誘うモデル)                      | 25 липня 1998   |
| 18              | Don't Touch the Forbidden Game «Kindan Gēmu ni Tewodasuna» (禁断ゲームに手を出すな)                                          | 1 серпня 1998   |
| 19              | The Great Melee!! A Popularity Contest «Dai Ransen!! Ninki Kontesuto» (大乱戦！！人気コンテスト)                             | 8 серпня 1998   |
| 20              | It's Here!! The Strongest and Final Trump Card «Deta!! Saikyō Saigo no Kirifuda» (出た！！最強最後の切り札)                  | 15 серпня 1998  |
| 21              | Complete!! The Ultimate Game Land «Kansei!! Kyūkyoku no Gēmu Rando» (完成！！究極のゲームランド)                             | 22 серпня 1998  |
| 22              | Breakthrough - Borderline Shooting «Yabure - Genkai Shūtingu» (破れ 限界シューティング)                                      | 29 серпня 1998  |
| 23              | Capumon King! Showdown for the Top!! «Kapumon Ō! Chōjō Kessen!!» (カプモン王！頂上決戦！！)                                  | 5 вересня 1998  |
| 24              | Now! The Time of Decision and the Miracle Friendship «Ima! Ketchaku no Toki Kiseki no Yūjō» (今！決着の時奇跡の友情)         | 12 вересня 1998 |
| 25              | A New Development - The Handsome Boy who Attacks «Aratanaru Tenkai Osō Bishōnen» (新たなる展開 襲う美少年)                   | 26 вересня 1998 |
| 26              | Clash of Rivals - The Greatest Pinch «Raibaru Gekitotsu - Saidai Pinchi» (ライバル激突 最大ピンチ)                           | 3 жовтня 1998   |
| 27              | Friendship - From Legend to Myth «Yūjō - Densetsu Kara Shinwa e» (友情 伝説から神話へ)                                       | 10 жовтня 1998  |

### Другий сезон
224-серійний другий сезон аніме-серіалу під назвою Yu-Gi-Oh! Duel Monsters (яп. 遊戯王 デュエルモンスターズ) від студії Gallop транслювався у мережі TV Tokyo від 18 квітня 2000 року до 29 вересня 2004 року. Режисер — Суґісіма Куніхіса. Над сценарієм працювали: Омоде Акемі, Маекава Ацусі (епізоди 58-59-65-66-67 та інші), Такеґамі Дзюнкі, Соґо Масасі (епізоди 3, 7, 9, 15), Йосіда Сін, Хаякава Тадасі (епізоди 93-94-99-100-101 та інші), Судзукі Якуюкі, Сакурай Йосікі (епізод 124). Музика — Міцумуне Сінкіті. Опенінги: «Voice» від групи CLOUD (епізоди 1-48), «Shuffle» Окуй Масамі (епізоди 49-80), «Wild Drive» Наґай Масато (епізоди 81-131), «Warriors» Ікусави Юйті (епізоди 132—189), «Overlap» у виконанні Кімеру (епізоди 190—224). Ендінги: «Genki no Shower» (яп. 元気のシャワー) Маеди Акі, «Ano Hi no Gogo» (яп. あの日の午後) Окуй Масамі (епізоди 49-80), «Rakuen» (яп. 楽園) у виконанні CAVE (епізоди 81-131), «Afureru Kanjō ga Tomaranai» (яп. あふれる感情がとまらない) Ікусави Юйті (епізоди 132—189), «EYE'S» Ікусави Юйті (епізоди 190—224).В Україні Аніме-Серіал транслювався з Січня 2006 по Травень 2007-го на Новому Каналі

## Пов'язанні продукти

### Анімаційні фільми
Загалом існує 4 анімаційні фільми, які стосуються франшизи Yu-Gi-Oh!: Yu-Gi-Oh! (1999, сиквел), Yu-Gi-Oh! Duel Monsters: Hikari no Pyramid (2004, сиквел), Gekijō-ban Yu-Gi-Oh! ~Chō-Yūgō! Jikū o Koeta Kizuna (2010, спін-оф) та Yu-Gi-Oh!: The Dark Side of Dimensions (2016, сиквел).

### Спін-офи

#### Yu-Gi-Oh! GX
180-серійний спін-оф Yu-Gi-Oh! GX (яп. 遊戯王デュエルモンスターズＧＸ) від студії Gallop транслювався від 6 жовтня 2004 до 26 березня 2008 року, режисер — Цудзі Хацукі. Аніме-серіал був перекладений українською мовою та транслювався компанією QTV.